# Pseudocillimops malaisei
Pseudocillimops malaisei är en stekelart som beskrevs av Heinrich 1969. Pseudocillimops malaisei ingår i släktet Pseudocillimops, och familjen brokparasitsteklar. Inga underarter finns listade.